# Per Lindström
Per Lindström (onbekend, 9 april 1936 - Göteborg, 21 augustus 2009) was een Zweedse logicus naar wie de stelling van Lindström en de Lindström-kwantor zijn vernoemd.
Ter ere van hem werd in 1986 een liber amicorum gepubliceerd.

## Boeken
- (en)  Mat Lindström, Mats Furberg, Thomas Wetterström, Claes Åberg, Logic and abstraction: essays dedicated to Per Lindström on his fiftieth birthday, 1986, ISBN 9173461687

## Voetnoten
1. ↑  (en)  Dale Jacquette, A companion to philosophical ogic, 2005, ISBN 1405145757, blz. 329
2. ↑  Lindström, Per, Furberg, Mats, Wetterström, Thomas, Åberg, Claes (1986). Logic and abstraction: essays dedicated to Per Lindström on his fiftieth birthday. ISBN 91-7346-168-7.